# Stanisław Terlecki
Stanisław Andrzej Terlecki (né le 13 novembre 1955 à Varsovie en Pologne et mort le 28 décembre 2017 à Lodz) est un joueur de football international polonais, qui évoluait au poste d'attaquant. Il est le père du milieu international polonais Maciej Terlecki.

## Biographie

### Carrière en club
Né à Varsovie, Terlecki passe son enfance à Piastów. Il commence le football au Polonez Warszawa, il joue ses premiers matchs en 4e division à l'âge de 15 ou 16 ans. Il fait ses débuts professionnels au Gwardia Varsovie, il dispute son premier match professionnel en juin 1973 face au Stomil Olsztyn de Janusz Kupcewicz. Au cours de sa première saison, Terlecki dispute 19 matchs de championnat et inscrit un but. Il prend également part à la finale de la Coupe de Pologne : titulaire lors de la rencontre, il s'incline (0-2) face au Ruch Chorzów. 
La saison suivante, il prend part à 28 rencontres pour deux buts inscrits. Son club dispute le match décisif pour son maintien le jour du mariage de son attaquant, le Gwardia Varsovie termine finalement 15e du championnat et se voit relégué en seconde division,. Au cours de ces deux saisons à Varsovie, Terlecki découvre la Coupe d'Europe en 1973-1974, il dispute son premier match européen face au Feyenoord Rotterdam. Lors du match retour, il est titulaire pour l'occasion, son équipe s'impose (1-0) mais est éliminée au score cumulé des deux matchs. En 1974-1975, il dispute la Coupe d'Europe des vainqueurs de coupe, il participe à 4 rencontres, il inscrit même un but lors du premier tour face à Bologne à l'extérieur, il ne peut en revanche rien au second tour lors de l'élimination de son équipe face au PSV Eindhoven.
À l'âge de 19 ans, Terlecki rejoint le ŁKS Łódź. Il passe six saisons dans ce club entre 1975 et 1981, disputant un total de 134 matchs de championnats, au cours desquels il inscrit 14 buts. Les premiers mois suivant son transfert à Łódź sont difficiles pour Terlecki, le Gwardia Varsovie essayant de bloquer son transfert. À la suite de plusieurs incidents en équipe nationale Terlecki se fait suspendre un an. Le 30 juin 1981, Terlecki décide finalement de quitter la Pologne, afin de s'exiler aux États-Unis avant même d'avoir purgée sa suspension d'un an qui se terminait au mois de décembre.
Aux États-Unis, l'attaquant de 26 ans rejoint les Pittsburgh Spirit, une équipe pratiquant le football en salle, alors qu'il n'avait jamais disputé un match dans cette discipline. Lors de sa première saison, il inscrit 65 buts et effectue 42 passes décisives, pour un total de 117 points en 43 rencontres. Il réalise la seconde performance individuelle de la saison derrière Slaviša Žungul, terminant également co-MVP de la saison. Lors de sa seconde saison, il dispute 45 matchs, inscrivant 65 buts, réalisant 40 passes décisives pour un total de 105 points, soit la quatrième performance individuelle du championnat. Son équipe n'atteint en revanche pas les Playoffs. 
Il participe à la North American Soccer League 1983 avec les San Jose Earthquakes. Au cours de la compétition, il dispute 27 matchs, inscrivant 11 buts et réalisant 14 passes décisives. Son équipe s'incline en demi-finale contre les Toronto Blizzard. Il rejoint ensuite les Cosmos de New York durant la saison hivernale. Il participe à la NASL Indoor, il s'incline avec son équipe en finale. En 23 rencontres, il marque 34 buts et effectue 23 passes décisives. Durant l'été, il prend part au North American Soccer League 1984, les Cosmos échouent à rejoindre les playoffs, Stan Terlecki dispute 17 matchs pour 4 buts et autant de passes décisives. En 1984, Terlecki retourne au Pittsburgh Spirit, il réalise de nouveau deux saisons à Pittsburgh, mais échoue à rejoindre les playoffs. La première saison, il dispute 39 matchs, inscrivant 39 buts et réalisant 32 passes décisive, la seconde saison, il ne joue que 23 rencontres inscrivant six buts et effectuant sept passes décisives, soit son total le plus faible en Major Indoor Soccer League.
En 1986, il retourne au ŁKS Łódź pour deux saisons, au cours desquels il joue 40 matchs et inscrit 5 buts. Il s'engage ensuite au Legia Varsovie. Lors de la saison 1988-1989, il dispute 18 matchs et inscrit 5 buts. La saison suivante, il ne dispute que 10 rencontre pour un seul but inscrit. Titulaire 10 fois consécutivement de la 5e à la 14e journée, il quitte le club en cours de saison pour retourner aux États-Unis. Au cours de son passage au Legia Varsovie, le club remporte deux fois consécutivement la Coupe de Pologne, mais Terlecki ne dispute aucune des deux finales. Il rejoint les St. Louis Storm en MISL, son club est défait en demi-finale de division. Au cours de sa dernière saison aux USA, il joue à 39 reprises, marquant 24 buts et délivrant 11 passes décisives. Terlecki retourne une nouvelle fois ŁKS Łódź en 1990-1991 pour 4 rencontres, il inscrit également un but. Il retourne ensuite au Gwardia Varsovie, passant deux saisons en seconde division.

### Carrière en sélection
Avec l'équipe de Pologne, il joue 29 matchs  et inscrit sept buts entre 1976 et 1980. Il honore sa première sélection lors d'une rencontre face au Portugal comptant pour les éliminatoires de la Coupe du monde 1978. Titulaire lors de cette rencontre, il est remplacé à la 76e minute par Zbigniew Boniek. Deux semaines plus tard, Stanisław Terlecki honore sa deuxième sélection face à Chypre, il inscrit lors de ce match son premier but en sélection, portant le score à 5-0 à la 77e minute. Au début de l'année 1977, Stanisław Terlecki semble avoir gagné une place de titulaire, participant aux deux premiers matchs de la Pologne. Il inscrit son second but en équipe nationale lors de sa cinquième sélection, un match remporté (3-1) contre Chypre. Au cours de cette année, il participe à cinq autres rencontres internationales, portant son total à huit matchs cette année, sur les treize disputés par son pays. 
En 1978, Terlecki fait partie du groupe annoncé par Jacek Gmoch pour disputer la Coupe du monde 1978, participant même aux quarante dernières minutes de l'ultime match de préparation disputé face à la Bulgarie. Il se blesse cependant lors d’une rencontre de son club, le ŁKS Łódź, disputé face au Polonia Bytom. Le joueur blessé au ménisque renonce à l'opération pour participer à la préparation polonaise pour le mondial. Alors que le joueur semblait s'être rétabli, Jacek Gmoch renonce à l'emmener en Argentine,. Il fait son retour après le mondial lors d'un amical face à la Finlande, puis il dispute le dernier match de l'année face à la Suisse comptant pour les qualifications du Championnat d'Europe 1980.
Au cours de l'année 1979, il participe à huit rencontres de la Pologne, inscrivant quatre buts. Il inscrit son troisième but international lors d'un match amical disputé contre la Libye. Lors du match suivant disputée face à la Roumanie, il inscrit un nouveau but pour les siens. Terlecki est une nouvelle fois décisif lors du match suivant face à la Suisse à l'extérieur, il inscrit lors de cette partie son seul doublé international et les deux seuls buts polonais pour une victoire (2-0). Il participe ensuite au match décisif pour la qualification face aux Pays-Bas, ne pouvant faire mieux que match nul, la Pologne et Terlecki échouant dans la course à la qualification.
En 1980, Terlecki participe à huit rencontres internationales, il inscrit son dernier but pour la Pologne lors d’une victoire (4-1) en Colombie. Il honore sa 29e et dernière sélection face à l'Algérie. 
Terlecki est un des principaux acteurs de l'incident du 29 novembre 1980 : à la suite d'une nuit bien arrosée, le gardien Józef Młynarczyk se trouve dans un tel état qu'il ne peut pas porter ses propres affaires pour rejoindre le bus de l'équipe, et doit être aidé par Smolarek. L'assistant Bernard Blaut empêche Józef Młynarczyk de prendre le bus de la sélection qui doit rejoindre l'aéroport,,. Plusieurs joueurs, dont Terlecki, sont opposés à cette décision, étant même non loin d'en venir aux mains avec l'assistant Bernard Blaut. Terlecki amène finalement Józef Młynarczyk à l’aéroport Okęcie avec sa propre voiture. Terlecki était notoirement connu comme un fauteur de trouble opposé au régime communiste en place.  
Arrivé à Rome, il organise une rencontre avec le Pape Jean-Paul II lui-même polonais,,,. Ceci déplait aux autorités polonaises qui décident de renvoyer les auteurs de cette fronde dont Terlecki avant même de disputer le match à Malte,. Ces derniers étaient pourtant les meilleurs joueurs de la sélection. L'équipe polonaise doit donc se rendre à Malte sans eux
Le 15 décembre, la Fédération polonaise de football enquête sur les événements du 29 novembre. Dès le 1er décembre, le président de la fédération, le général Marian Ryba, voulait interdire les joueurs dissidents de l'équipe Pologne. Terlecki est interrogé, mais seules les versions du sélectionneur Ryszard Kulesza et de son adjoint Bernard Blaut sont acceptés par les instances polonaises. Cinq joueurs sont suspendus, dont Stanisław Terlecki, suspendu pour un an. La suspension portait sur la sélection mais aussi sur les clubs. À la suite de cette affaire, Terlecki ne porta plus jamais le maillot polonais.

## Palmarès

### Palmarès en club
| Gwardia Varsovie - Coupe de Pologne : - Finaliste : 1974. |